# Spornkiebitz
Der Spornkiebitz (Vanellus spinosus, Syn.: Hoplopterus spinosus) ist eine auffällig gemusterte Vogelart aus der Familie der Regenpfeifer (Charadriidae). Die Art kommt hauptsächlich in Afrika und Vorderasien vor. In Mitteleuropa ist der Spornkiebitz ein sehr seltener Ausnahmegast. Bei den meisten Beobachtungen wird vermutet, dass es sich um Gefangenschaftsflüchtlinge handelt.

## Merkmale

### Erscheinungsbild

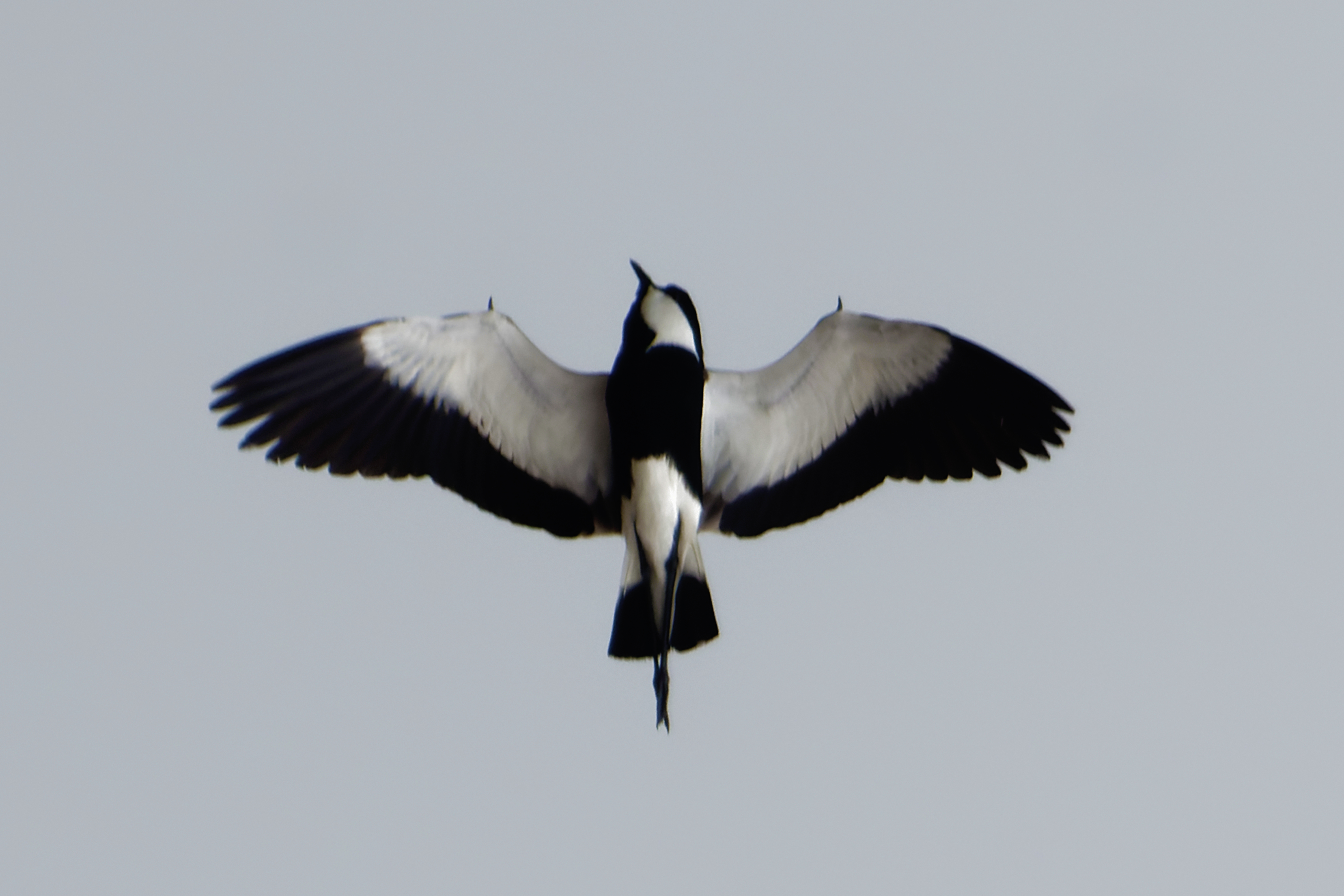
Spornkiebitz im Flug mit gut sichtbaren Handgelenksspornen

Der Spornkiebitz erreicht ausgewachsen eine Körperlänge von 25 bis 28 cm. Die Beine sind bräunlich-schwarz und ragen im Flug über den Schwanz hinaus. Der kräftige, stumpfe Schnabel ist schwärzlich gefärbt. Am Handgelenk findet sich ein namensgebender, jedoch meist nur schwer zu sehender, scharfer Sporn. Die Iris des Auges zeigt ein kräftiges rot bis rot-braun. Ähnlich wie beim Kiebitz ist der Flug langsam und bedächtig. Das Gefieder fällt durch ein kontrastreiches, braun-schwarz-weißes Muster auf. Stirn und Haube sind schwarz gefärbt, die verlängerten Federn der Haube bilden im angelegten Zustand ein schwarzes Dreieck über dem ansonsten weiß gefärbten Nacken. Vom Nacken aus setzt sich die weiße Färbung entlang des Halses unterhalb des Auges bis zur Schnabelbasis und als breite Keile bis hinab zu den Seiten der Brust fort. Unterbrochen wird sie durch einen breiten, vertikalen Streifen schwarzen Gefieders, der vom Kinn bis zur Brust verläuft. Brust und Bauch sind ebenfalls schwarz, die Unterschwanzdecken und der Bereich um die Kloake hiervon wiederum scharf weiß abgegrenzt. Die Oberseite zeigt vom Mantel bis zum Bürzel ein blasses Braun. Die Deckfedern sind je nach Individuum entweder braun mit weißen Spitzen oder gänzlich weiß. Die Arm- und Handschwingen sind größtenteils schwarz, mit nur wenig weiß an der Basis der Handschwingen. Die Oberschwanzdecken sind weiß, die Steuerfedern hingegen überwiegend schwarz, mit weißer Basis, die bei de äußeren Federn am breitesten ist.

### Stimme
Spornkiebitze sind besonders in größeren Gruppen lautstark und ruffreudig. Bei Erregung wird ein scharfes, metallisches pitt wiederholt. Während der Brutzeit ist hingegen häufig ein rhythmisches ti-ti-ter-el zu hören, das der Abgrenzung des eigenen Territoriums dienen soll.

## Habitat und Lebensweise

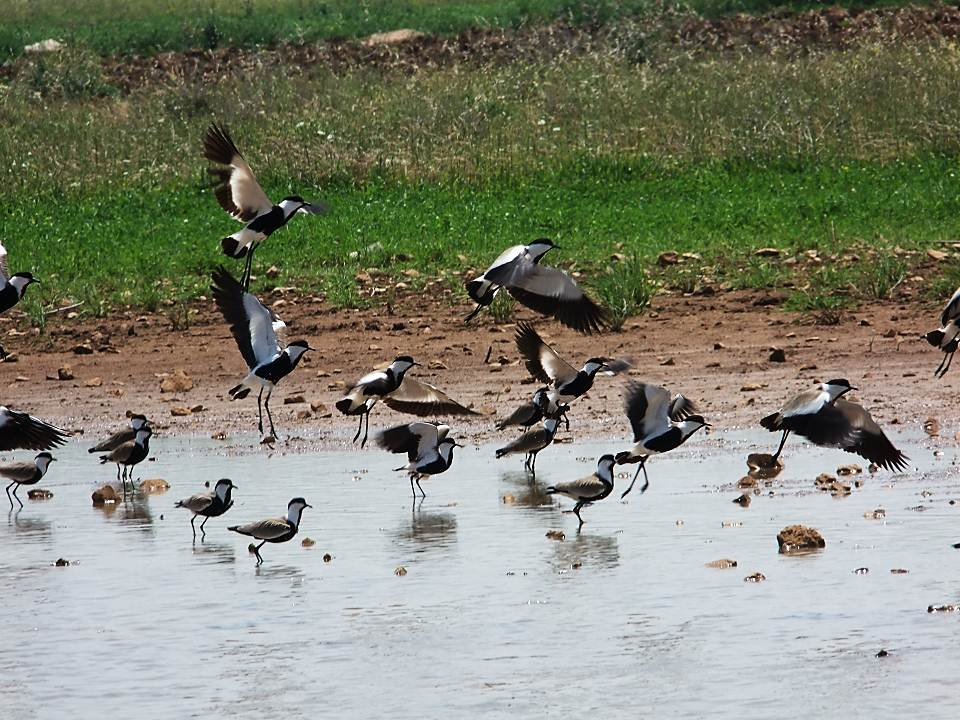
Eine Gruppe Spornkiebitze in der Nähe von Dschenin

Spornkiebitze sind außerhalb der Brutzeit gesellige Vögel, die meist in kleineren Gruppen angetroffen werden können. An besonders geeigneten Futter- oder Rastplätzen können sich auch Schwärme aus mehreren hundert Exemplaren bilden. Die Art ist an Feuchtgebiete gebunden, kommt dabei jedoch sowohl mit Süß- als auch Brack- und echten Salzwasserhabitaten zurecht. Dazu zählen Sümpfe, Flussmündungen, Salzseen und Küstengebiete.

### Ernährung
Der Spornkiebitz ortet seine Beutetiere visuell und erjagt sie, indem er sie mit einigen schnellen Sätzen erbeutet. Zu den Beutetieren zählen Insekten, wobei er vor allem Käfer, Mücken und deren Larven sowie Ameisen frisst. Zu seinem Beutespektrum gehören darüber hinaus auch Spinnen, Würmer, Weichtiere, Kaulquappen und kleine Fische.

### Fortpflanzung

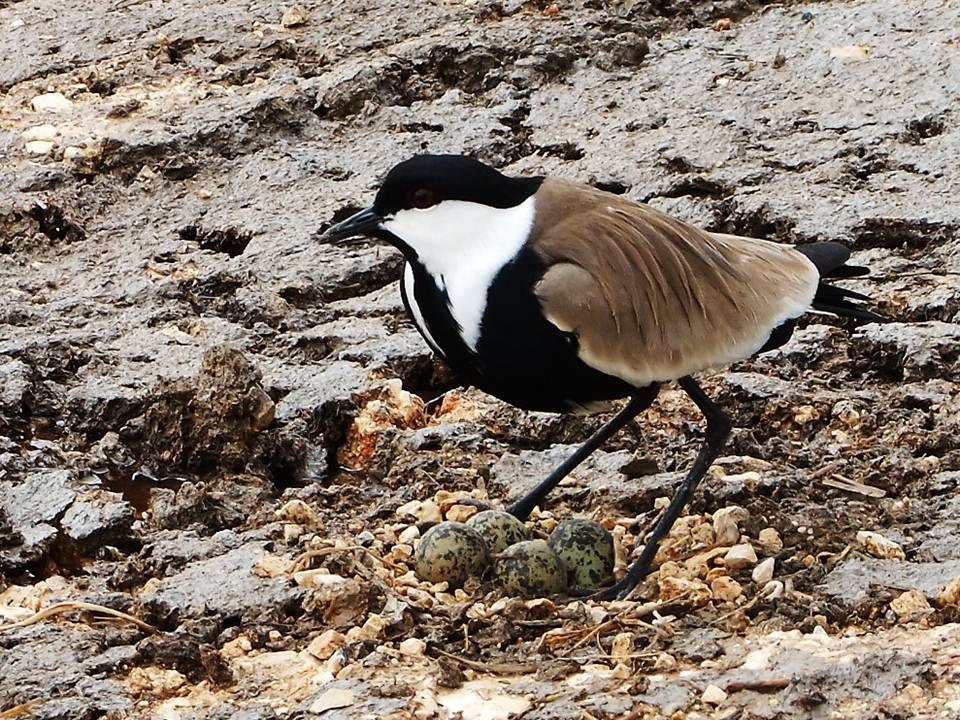
Spornkiebitz mit seinem Gelege

Das Fortpflanzungsverhalten des Spornkiebitzes ist bislang nur unzureichend untersucht. Beobachtet hat man jedoch, dass das Männchen über Minuten hinweg das Weibchen mit steifen Schritten umkreist. Die Paarung erfolgt, nachdem das Weibchen eine Aufforderungshaltung angenommen hat.
Das Nest befindet sich meist in der Nähe von Gewässern und ist eine flache, mit Pflanzenmaterial ausgepolsterte Mulde. Es wird vom Männchen errichtet, das während der Paarung mehrere Mulden errichtet, von denen das Weibchen eine aussucht.
Das Gelege besteht im Durchschnitt aus vier Eiern, die einen gelblich-olivfarbenen Ton haben und schwarzbräunlich gefleckt sind. Die Eier werden von beiden Elternvögeln über einen Zeitraum von 22 bis 24 Tagen bebrütet.

## Verbreitung und Gefährdung
Der Spornkiebitz kommt häufig in der Türkei, im östlichen und nördlichen Syrien, in Israel, Jordanien und dem Irak sowie in Ostafrika vor. Südlich des Großen Afrikanischen Grabenbruchs ist der Spornkiebitz sehr selten. Es gibt allerdings einzelne Nachweise beispielsweise aus Malawi. In Europa ist der Spornkiebitz ein seltener Brutvogel. Der erste europäische Brutnachweis gelang 1959 in Ostgriechenland. Diese Bestände galten in der Vergangenheit auf Grund von Habitatzerstörung und -umwandlung, intensivierter Lagunenfischerei und Prädation durch verwilderte Hunde, Schakale und Mittelmeermöwen als bedroht, neuere Untersuchungen stellen jedoch eine Stabilisierung der europäischen Bestände auf relativ niedrigem Niveau (ca. 2700 adulte Individuen) fest. In Zypern ist die Art mittlerweile ganzjährig zu beobachten, wobei die meisten Individuen zwischen Juli und November auf der Insel anzutreffen sind und nur vergleichsweise wenige Vögel überwintern. Beobachtungen von Irrgästen oder Gefangenschaftsflüchtlingen liegen auch aus Spanien, Deutschland und Teilen Osteuropas vor. Er ist in den Regionen, die nördlich des Libanons liegen, ein Zugvogel. In den anderen Regionen dagegen ist er überwiegend ein Standvogel beziehungsweise ein Strichvogel.
Die IUCN ordnet die Art mit Stand 2016 auf der niedrigsten Gefährdungsstufe least concern („nicht gefährdet“) ein und stellt eine globale Zunahme der Bestände sowie eine Ausbreitung des Verbreitungsgebiets fest. Als Grund dafür wird die Entstehung neuer geeigneter Lebensräume, meist bedingt durch Entwaldung angenommen.

## Systematik
Die formale Erstbeschreibung des Spornkiebitz stammt aus dem Jahr 1758 und geht auf den schwedischen Naturforscher Carl von Linné zurück, der sie in der 10. Ausgabe seiner Systema Naturæ veröffentlichte. Als wissenschaftlichen Namen wählte er das Binomen Charadrius spinosus, womit er die Art zunächst zu den Eigentlichen Regenpfeifern stellte. Das Artepitheton entstammt dem Lateinischen und bedeutet „dornig“. Es nimmt Bezug auf den Handgelenksporn der Vögel. Bei seiner Beschreibung stützte Linné sich auf Notizen des verstorbenen schwedischen Forschers Fredrik Hasselquist, der die Art bei seiner Reise durch die Levante in den Jahren 1749 bis 1752 beobachtet hatte. Moderne Systematiken stellen den Spornkiebitz gemeinsam mit fast allen übrigen Kiebitzen in die Gattung Vanellus. Die Art gilt als monotypisch. Als nächster Verwandter gilt der in Asien beheimatete und äußerlich ähnliche Flusskiebitz, mit dem der Spornkiebitz in der Vergangenheit auch gelegentlich als konspezifisch angesehen wurde.